# Bonchamp-lès-Laval
Bonchamp-lès-Laval là một xã thuộc tỉnh Mayenne trong vùng Pays de la Loire tây bắc nước Pháp. Xã này nằm ở khu vực có độ cao trung bình 82 mét trên mực nước biển.